# Гюнтер фон Кірхбах
Гюнтер фон Кірхбах (нім. Günther Graf von Kirchbach); (9 серпня 1850 — 6 вересня 1925) — німецький державний і політичний діяч, військовий. Граф, німецький генерал-полковник (27.1.1918). Командувач німецькими окупаційними військами в Україні (1918—1919).

## Життєпис

Німецький та український генералітет. Сидять зліва направо: 2-й Олександр Лігнау, 4-й Олександр Рогоза, 5-й Гюнтер фон Кірхбах, 7-й Вільгельм Ґренер

Син генерала піхоти, командира П'ятого армійського корпусу. Освіту здобув в Берлінському кадетському корпусі (1868). Випущений в гвардійський фузілерних полк. Учасник франко-прусської війни 1870—1871 років.
З 1 жовтня 1907 року командир П'ятого армійського корпусу.
7 квітня 1911 року призначений президентом Імперського військового суду.
З 2 серпня 1914 року переведений в діючу армію і призначений командиром Десятого резервного корпусу.
29 серпня 1914 року був важко поранений і майже два роки провів в лазареті.
Після одруження 23 вересня 1916 року призначений командиром ландверного корпусу.
З 22 квітня 1917 року командувач армійським управлінням «D» («Дінабург»), яке діяло на Східному фронті.
З 12 грудня 1917 року очолив 8-ю армію.
Після загибелі генерал-фельдмаршала Германа фон Айхгорна 31 липня 1918 року очолив групу армій «Київ», війська якої знаходилися на території України. Після падіння монархії в Німеччині керував евакуацією німецьких військ на батьківщину.

## Нагороди
- Орден Чорного орла (27 січня 1917)
- Орден Червоного орла, великий хрест (27 січня 1917)
- Pour le Mérite (27 серпня 1917)